# Dietilditiocarbamato de sódio
Dietilditiocarbamato de sódio é o composto organossulfurado com a fórmula NaS2CN(C2H5)2.

## Preparação
Este sal é obtido por tratar-se dissulfeto de carbono com dietilamina na presença de hidróxido de sódio:
CS2  +  HN(C2H5)2  +  NaOH   →  NaS2CN(C2H5)2  +  H2O
Outros ditiocarbamatos podem ser preparados similarmente de aminas secundárias e dissulfeto de carbono. São usados como agentes quelantes para íons de metais de transição e como precursores para herbicidas e reagentes de vulcanização.

## Oxidação a dissulfeto de tiuram
Oxidação de dietilditiocarbamato de sódio resulta o dissulfeto, também chamado um dissulfeto de tiuram (Et = etila):
2 NaS2CNEt2  +  I2   →    Et2NC(S)S-SC(S)NEt2  +  2 NaI